# Dołgoprudnyj
Dołgoprudnyj (ros. Долгопрудный) – miasto w Rosji, w obwodzie moskiewskim, położone ok. 20 km na północ od centrum Moskwy. Nazwa pochodzi od rosyjskiego „Долгий пруд”, w dosłownym przekładzie „Długostawie”. Długi i wąski staw znajduje się w północno-wschodniej części miasta. Miasto ma powierzchnię 30,5 km². Według danych ze spisu ludności w 2020 liczyło 116 038 mieszkańców.
W miejscu Dołgoprudnego w XVII wieku istniała osada Winogradowo. Na początku XX wieku doprowadzono tam kolej, stację kolejową zbudowano w 1914. Od lat 30. XX wieku ośrodek przemysłu lotniczego. W 1951 przeniesiono do Dołgoprudnego Moskiewski Instytut Fizyki i Technologii. Obecnie ośrodek przemysłu maszynowego i chemicznego oraz miasto-sypialnia dla Moskwy. W 1957 miejscowość uzyskała prawa miejskie.
Miasto jest ośrodkiem rosyjskiego rodzimowierstwa, pochodzi stamtąd m.in. zespół pagan-folkmetalowy Arkona.